# Anomis fuliginosus
Anomis fuliginosus là một loài bướm đêm trong họ Erebidae.